# 焼津マリーンズ
焼津マリーンズ（やいづマリーンズ）は、静岡県焼津市に本拠地を置き、日本野球連盟に加盟している社会人野球のクラブチームである。
焼津市内の複数の企業が設立に参画した、「企業複合型硬式野球クラブ」である。

## 概要
2019年4月、静岡県焼津市内の複数企業が、人材の確保と志太地域の活性化を図るために硬式野球部を設立した。初代監督には、スリーボンド所属時代の1989年にプリンスホテルの補強選手として第60回都市対抗野球大会に出場し優勝を果たした戸﨑秀伸が就任し、アドバイザーとして古田敦也を迎えた。
設立時には戸﨑建設、マルイリフードサプライ、アストラックス、佐藤建設の4社が参画していたが、2021年現在は三洋静岡設備も参画しており、計5社による複合企業型硬式野球クラブとなっている。

## 設立・沿革
2019年
- 4月 - 設立

2020年
- 都市対抗野球静岡県一次予選に初参加。

2021年
- 東海地区クラブ選手権で初優勝。
- 都市対抗野球静岡県一次予選で初優勝し、東海地区二次予選に初進出。

2024年
- 全日本クラブ野球選手権大会に初出場。

## 主要大会の出場歴・最高成績
- 全日本クラブ野球選手権大会 - 出場1回

## 歴代監督
- 戸﨑秀伸（2019年 - ）

## 主な出身プロ野球選手
- なし